# 트론
《트론》(영어: Tron, 영어: TRON으로 표현)은 1982년 개봉한 미국의 SF 액션 모험 영화이다. 프로그래머이자 비디오 게임 개발자인 주인공이 대형 컴퓨터 내 소프트웨어 세계로 전송되어 탈출을 위해 컴퓨터 프로그램들과 힘을 모은다는 이야기이다.
《최후의 스타화이터》(1984)와 함께 CGI를 광범위하게 적용한 선구자격 영화이다. 컬트 영화로 인기를 끌면서 텔레비전, 비디오 게임, 소설, 만화, 테마파크 등을 망라하는 다매체 프랜차이즈로 확장되었다.
2010년 개봉한 속편 《트론: 새로운 시작》으로 이어진다.

## 줄거리
과거 대형 기술 회사 엔콤(ENCOM)에서 근무했던 소프트웨어 엔지니어 케빈은 현재 전자오락실를 운영 중이다. 케빈은 직접 개발한 해킹 프로그램 클루(Clu)로 엔콤 메인프레임 시스템에 침투하지만 회사 컴퓨터 망을 관장하는 인공지능 슈퍼유저 마스터 컨트롤 프로그램(MCP)이 접근을 막고 클루를 지워버린다. 가상 지능 MCP는 능력 향상을 위해 불법으로 개인, 기업, 정부 프로그램을 유용해왔으며, 다른 시스템으로부터 데이터를 훔치고 다른 회사는 물론 정부까지도 장악하고자 하는 욕망을 키우고 있다.
한편 엔콤 프로그래머 앨런과 여자친구인 엔지니어 로라는 MCP에 의해 각자 한창 일하고 있던 프로젝트에 갑자기 접근을 차단당한다. 앨런이 연유를 묻자 부사장 에드 딜린저는 외부 해킹 보안 조치라고 얼버무린다. 딜린저는 케빈의 게임들을 본인 창작물인양 포장하여 엔콤 고위직으로 승진했고, 이를 아는 MCP은 무소불위하며 딜린저에게 지시에 따르지 않는다면 표절을 폭로하겠다고 협박하는 중이다.
자체 조사를 통해 문제의 해커가 케빈이라고 결론 내린 로라는 케빈에게 경고하기 위해 앨런과 함께 케빈의 오락실에 찾아간다. 케빈은 딜린저가 자신의 창작물을 표절한 증거를 찾고 있었다고 해명한다. 서로 목표하는 바는 다르지만 보안 조치를 뚫기를 원한다는 점에서 생각이 일치하는 셋은 함께 엔콤에 침투해 트론을 잠금 해제하기로 한다. 트론은 앨런이 MCP를 포함하여 회사 내외부 이상 활동을 감시, 추적하고 대응하는 방책으로 개발한 자체 보안 프로그램이다.
케빈이 엔콤 실험실 단말기에 접속하자 그만두라고 경고하던 MCP는 아직 실험 단계인 신형 레이저로 케빈을 디지털화하여 엔콤 중앙 컴퓨터 가상 공간에 업로드한다. MCP와 부관 사크가 지배하는 이 공간에서 컴퓨터 프로그램들은 유저("User")로 불리는 인간 프로그래머들의 닮음꼴로 나타나며, 유저에 대한 믿음을 버릴 것을 강요당하고 이를 거부하면 목숨을 건 게임에서 겨뤄야 한다. 이들과 유사한 형상으로 표현되어 격자 무늬가 깔린 게임 공간에 던져진 케빈은 프로그램들과 힘을 합쳐 MCP에게 대항해나간다.

## 출연
- 제프 브리지스 - 케빈 플린  / 클루 역
- 브루스 복스라이트너 - 앨런 브래들리 / 트론 역
- 데이비드 워너 - 에드 딜린저 / 사크 / 마스터 콘트롤 프로그램 (목소리) 역
- 신디 모건 - 로라 베인스 박사  / 요리 역
- 바너드 휴스 - 월터 기브스 / 듀몬트 역
- 댄 쇼어 - 로이 클라인버그 / 램 역
- 피터 주러식 - 크롬 역

## 시청 등급
- 한국: 전체 관람가

## 우리말 녹음
KBS 성우진 (1997년 10월 3일)
- 신성호 - 플린(제프 브리지스)
- 김도현 - 트론(브루스 복스라이트너)
- 서혜정 - 로라(신디 모건)
- 김세한 - 사크(데이비드 워너)
- 이완호
- 김병관
- 강연숙
- 임은정
- 유제상
- 김승준
- 구자형
- 성완경

## 같이 보기
- 트론: 새로운 시작
- 트론: 업라이징